# Bemalambdidae
Bemalambdidae — вимерла родина пантодонтових ссавців, відома з раннього та середнього палеоцену Китаю.

## Опис
Bemalambdidae належать до примітивних пантодонтів. Гіпсилолямбда відома лише за черепом і зубами, але Бемалямбда відома за повними краніальними та посткраніальними зразками та найкраще збереженим ссавцем із Шанхуань. Він був розміром із собаку (велика тварина для свого часу) і всеїдний.
Обидва роди мають диламбдодонтні верхні премоляри (W-подібні гребені на коронках), одну з характеристик пантодонтів, але їх верхні моляри, на відміну від пізніших пантодонтів, є майже заламбдодонтними (V-подібні гребені) і поперечно видовжені з параконом і метаконусом (кусп).
У Bemalambdidae був низький і короткий череп з дуже малою мозковою оболонкою; виражений сагітальний гребінь і глибокі скроневі ямки, широка морда; і розширення виличних відростків. Високий вінцевий відросток на нижній щелепі свідчить про те, що жувальна мускулатура була більш розвиненою, ніж у пізніших пантодонтів. Скелет був міцним і, судячи з єдиної масивної плечової кістки, пристосований для копання.